# Bougainville
Bougainville er en ø tilhørende Papua Ny Guinea, beliggende i Bismarck-arkipelaget, opkaldt efter den franske opdagelsesrejsende Louis-Antoine de Bougainville.